# Roa (îlot)
Roa est un îlot de l'atoll d'Ebon, dans les Îles Marshall. Il est situé au nord-est de l'atoll et est inhabité.